# Worldline
Worldline (Euronext WLN) és una empresa francesa de serveis de pagament i transacció fundada el 1974.
A finals d’octubre de 2020, Worldline va donar la benvinguda a Ingenico al seu equip, creant un nou líder en serveis de pagament globals. Unint esforços amb els d’Ingenico, Worldline ha donat un nou pas endavant en el seu projecte: proporcionar als bancs, als comerciants i, en general, a tot l'ecosistema de pagaments els mitjans per aconseguir un creixement econòmic sostenible i rendible.